# Bóson escalar
Bóson escalar é um bóson que possui spin zero. O nome bóson escalar surgiu da teoria quântica de campos e se refere à transformações de propriedades particulares sob uma transformação de Lorentz.
A única partícula elementar que é um bóson escalar no modelo padrão é o bóson de Higgs. O bóson de Higgs também é a única partícula elementar do modelo padrão que ainda não foi medida experimentalmente, apesar de ter sido observado pelo Grande Colisor de Hádrons.
O inflaton é uma partícula elementar hipotética que teoricamente seria um bóson escalar.